# Батпакты (Абайская область)
Батпакты (каз. Батпақты, до 1999 г. — Покровка) — село в Урджарском районе Абайской области Казахстана. Входит в состав Баркытбельского сельского округа. Код КАТО — 636479500.

## Население
В 1999 году население села составляло 346 человек (170 мужчин и 176 женщин). По данным переписи 2009 года, в селе проживало 278 человек (142 мужчины и 136 женщин).